# Meoneura compacta
Meoneura compacta är en tvåvingeart som beskrevs av František Gregor Jr 1971. Meoneura compacta ingår i släktet Meoneura och familjen kadaverflugor.
Artens utbredningsområde är Pakistan. Inga underarter finns listade i Catalogue of Life.